# Justicia nelsonii
Justicia nelsonii är en akantusväxtart som först beskrevs av Jesse More Greenman, och fick sitt nu gällande namn av T.F.Daniel. Justicia nelsonii ingår i släktet Justicia och familjen akantusväxter. Inga underarter finns listade i Catalogue of Life.